# Batedotea elongata
Batedotea elongata är en kräftdjursart som först beskrevs av Edward John Miers 1876.
Batedotea elongata ingår i släktet Batedotea och familjen tånglöss. Artens utbredningsområde är havet kring Nya Zeeland. Inga underarter finns listade i Catalogue of Life.